# Leucania rutilitincta
Leucania rutilitincta là một loài bướm đêm trong họ Noctuidae.